# Iglesia de Nuestra Señora de Coromoto (Antriol)
La Iglesia de Nuestra Señora de Coromoto o la Parroquia de la Virgen de Coromoto (en papiamento: Parokia La Birgen di Coromoto) es el nombre que recibe un edificio religioso que pertenece a la iglesia católica y se encuentra ubicada en la localidad de Antriol en la isla de Bonaire, un territorio dependiente del Reino de los Países Bajos en el Mar Caribe.
Se trata de una de las 2 iglesias que en la diócesis de Willemstad (Dioecesis Gulielmopolitana) están dedicadas a la advocación mariana de la Virgen de Coromoto venerada en la vecina Venezuela como Santa Patrona. Siendo las otra la Iglesia de la Virgen de Coromoto de Charro en Curazao.